# Crkva Vitolda Velikog u Kaunasu
Crkva Vitolda Velikog i Uzašašća Blažene Djevice Marije (lit.: Vytauto Didžiojo bažnyčia) je rimokatolička crkva u Kaunasu u Litvi.
Jedna je od najstarijih crkava u gradu.

## Zemoljopisni položaj
Nalazi se na 54,8950° sjeverne zemljopisne širine i 23,8865° istočne zemljopisne dužine.

## Povijest
Crkva je napravljena na desnoj obali rijeke Njemena oko 1400. za franjevačke redovnike i inozemne trgovce. 
Vitold Veliki je dao izgraditi ovu crkvu kao komendaciju Blaženoj Djevici Mariji što mu je spasila život nakon velikog poraza u bitci na rijeci Vorskli. Ujedno, Vitold Veliki je bio i osoba koja je novčarila izgradnju.
Budući da se nalazi blizu rijeke, crkva je mnogo puta bila izložena proljetnim poplavama.
1812. su ju spalile francuske postrojbe. 
Franjevački samostan je zatvorila ruska uprava nakon ustanka u studenom 1830. 
1845., katolička crkva je zatvorena i kasnije ponovno izgrađena, odnosno otvorena, ali kao ortodoksna crkva. 
Od 1903., služila je kao vojarna.
1915. godine, njemačke snage su ju prenamijenili u skladište. 
1919. je crkva vraćena katoličkoj Crkvi i od tada je prošla nekoliko velikih radova na njenoj obnovi 1931. – 1938. i opet 1978. – 1982.

## Arhitektura
Crkva je građena u gotskom stilu i primjer je litvanske baltičke gotičke arhitekture. 
Oblik crkve u obliku latinskog križa je jedinstven u litvanskoj gotici. Nakon što se razinu zemljišta oko crkve značajno podiglo, fasade su postale niže, a prozori skraćeniji. kao što su uklonjeni i portali sa strana.
Zvonik je dodan kasnije i vjerojatno ga se rabilo za navođenje brodova koji su plovili rijekom Njemenom.
Litvanski pisac Jouzas Tumas-Vaižgantas (1869. – 1933.) je pokopan u kripti ove crkve.

## Vanjske poveznice
- Službene stranice
- Slikovna galerija